# Jean-Louis Milesi
Pour les articles homonymes, voir Milesi.
Jean-Louis Milesi, né le 3 août 1956, est un réalisateur et scénariste français.

## Biographie
Il a grandi à Bagnols-sur-Cèze, où il a monté ses premières pièces de théâtre.

## Filmographie

### Scénariste
- 1993 : L'argent fait le bonheur de Robert Guédiguian
- 1995 : À la vie, à la mort ! de Robert Guédiguian
- 1997 : Marius et Jeannette de Robert Guédiguian
- 1998 : À la place du cœur de Robert Guédiguian
- 2000 : Nag la bombe de Jean-Louis Milesi
- 2000 : À l'attaque ! de Robert Guédiguian
- 2000 : La ville est tranquille de Robert Guédiguian
- 2001 : Charmant Garçon de Patrick Chesnais
- 2002 : Marie-Jo et ses deux amours de Robert Guédiguian
- 2003 : Fragile (TV) de Jean-Louis Milesi
- 2004 : Mon père est ingénieur de Robert Guédiguian
- 2008 : Lady Jane de Robert Guédiguian
- 2008 : Lino de Jean-Louis Milesi
- 2011 : Les Neiges du Kilimandjaro de Robert Guédiguian
- 2013 : Don't Give Up The Ghost de Jean-Louis Milesi
- 2020 : Josep de Aurel

### Réalisateur
- 2000 : Nag la bombe
- 2003 : Fragile (TV)
- 2008 : Lino
- 2013 : Don't Give Up The Ghost

## Roman
- 2017 Les bottes de Clint Eastwood Éditions Le Passage
- 2023 Au loin, quelques chevaux, deux plumes... Les Presses de la Cité
- 2025 Flamboyante Zola Les Presses de la Cité

## Théâtre
- À la vie ! mise en scène de Pierre-Loup Rajot

### Acteur
- 2008 : Lino  de Jean-Louis Milesi, Tirelire
- 2010 : Dans sa bulle de Pierre-Loup Rajot, le client
- 2013 : Don't Give Up The Ghost  de Jean-Louis Milesi, le père
- 2013 : The Refugees de Clara Bijl, le boulanger

### Monteur
- 1988 : Les Surprises de l'amour de Caroline Chomienne
- 1988 : Un médecin des Lumières de René Allio, monteur son
- 2008 : Lino de Jean-Louis Milesi
- 2013 : Don't Give Up The Ghost de Jean-Louis Milesi